# Alfons Romero Holmes
Alfons Romero Holmes, nascut a Barcelona el 28 de maig de 1965, és un jugador, periodista i escriptor d'escacs català, que té el títol de Gran Mestre des de 1995. És company de generació del també barceloní Miquel Illescas. Ha estat director de la revista Jaque, amb seu a València.
A la llista d'Elo de la FIDE del desembre de 2021, hi tenia un Elo de 2427 punts, cosa que en feia el jugador número 66 (en actiu) de l'estat espanyol. El seu màxim Elo va ser de 2560 punts, a la llista d'abril de 2003 (posició 236 al rànquing mundial).

## Resultats destacats en competició
El 1983 fou subcampió de Catalunya absolut, i un any més tard va guanyar el Campionat d'Espanya juvenil. El 1985 fou subcampió d'Europa juvenil a Groningen, i mercès a aquest resultat esdevingué Mestre Internacional. El 1987 va guanyar el LIII Campionat d'Espanya absolut, celebrat a Salou. El 1989 va guanyar l'Obert de Sitges.
El 1990 quedà segon, empatat a punts amb el vencedor (Miodrag Todorcevic), al fort Torneig Internacional de Salamanca. El 1991 guanyà el Torneig"B" de Wijk aan Zee, en la que fou la millor performance Elo de la seva carrera, i que li va permetre de participar en l'edició del torneig principal l'any següent (1992), on davant de diversos jugadors de l'elit mundial, va tenir una mala actuació. El 1995 obtingué el títol de GM.
L'agost del 2016 fou subcampió de l'Obert d'Amposta amb 7½ punts de 9 (el campió fou Èric Sos).

### Campionats d'Espanya
Romero fou Campió d'Espanya absolut el 1987. Ha participat també en altres campionats espanyols, amb alguns resultats destacats: el 2006 fou quart al Campionat d'Espanya d'escacs ràpids, i el 2007 fou el tercer tauler de la selecció catalana al Campionat d'Espanya de Seleccions Autonòmiques (on Catalunya hi acabà primera per equips), i on hi feu 3.5/6 punts.

### Competicions oficials internacionals per equips
Romero ha participat, representant Espanya, a cinc Olimpíades d'escacs, on hi ha puntuat 27.5/46 punts, (+21 =13 - 12), aconseguint guanyar una medalla de bronze individual el 2002. Els seus resultats detallats en olimpíades són:
- Calvià (2004): Primer suplent, 10è per equips, 3.5/7 (+2 =3 -2).
- Bled (2002): Tercer tauler, 19è per equips, 7.5/10 (+7 =1 -2). Medalla de bronze individual.
- Manila (1992): Segon tauler, 41è per equips, 4/9 (+2 =4 -3).
- Novi Sad (1990): Tercer tauler, 31è per equips, 6.5/10 (+5 =3 -2).
- Dubai (1986): Segon suplent, 24è per equips, 6/10 (+5 =2 -3).

També va participar en el Campionat d'Europa d'escacs per equips a Plòvdiv (2003) com a quart tauler de la selecció espanyola, on hi feu una mala actuació (0 de 3), i acabà setè per equips.

## Partides destacades
Iefim Hèl·ler-Alfonso Romero Holmes, Palma (1989), Defensa índia de rei (E62) 
1.Cf3 d6 2.d4 Cf6 3.g3 g6 4.Ag2 Ag7 5.O-O O-O 6.c4 c6 7.Cc3 Da5 8.h3 Da6 9.b3 b5 10.cxb5 cxb5 11.Cd2 Ab7 12.e4 Cfd7 13.Ce2 Cc5 14.Dc2 Cc6 15.Ab2 Cb4 16.Db1 Cbd3 17.Td1 b4 18.Cc1 Cxb2 19.Dxb2 f5 20.a3 bxa3 21.Txa3 Dc6 22.Cc4 0-1 

## Obres
- Romero Holmes, Alfons. Linares 98.  La Casa del Ajedrez, 1998. ISBN 84 923612 0 4.
- Romero Holmes, Alfons. Técnica creativa en el medio juego.  La Casa del Ajedrez, 2000. ISBN 84-923612-3-9.
- Romero Holmes, Alfons. Estrategia creativa en el medio juego.  Chessy, abril de 2004. ISBN 978-84-609-0989-7.
- Romero Holmes, Alfons. Problemas de estrategia (aperturas cerradas).  Chessy, abril de 2005. ISBN 84-934104-5-4.